# Дейкстра, Элайджа
Эла́йджа Де́йкстра (нидерл. Elijah Dijkstra; род. 5 августа 2006, Ассенделфт, Северная Голландия) — нидерландский футболист, защитник клуба АЗ.

## Клубная карьера
Элайджа начинал карьеру в скромном клубе «Фортуна» из Вормсвера, откуда в 2019 году он перебрался в АЗ. 21 апреля 2023 года защитник дебютировал во взрослом футболе за «Йонг АЗ», выйдя на замену в матче Эрстедивизи против «Дордрехта». 5 августа 2024 года продлил контракт с клубом до середины 2029 года. 16 марта 2025 года Элайджа впервые сыграл за АЗ в Эредивизи, заменив Денсо Касиуса на 68-й минуте встречи с амстердамским «Аяксом».

## Карьера в сборной
Элайджа представляет Нидерланды на юношеском уровне. В 2023 году в составе юношеской сборной Нидерландов (до 17 лет) он выступал на юношеском чемпионате Европы. На этом турнире защитник провёл все 3 игры группового этапа. В 2025 году будучи игроком юношеской сборной Нидерландов (до 19 лет) принимал участие на юношеском чемпионате Европы в этой возрастной категории. Элайджа целиком отыграл все 5 матчей, а его команда в итоге стала чемпионом Европы.

## Достижения
Сборная Нидерландов (до 19 лет)
- Чемпион Европы (до 19 лет) (1): 2025